# پارک ملی الغارابولی
پارک ملی الغارابولی یک پارک ملی در لیبی است که در لیبی واقع شده‌است.